# Puntate di Solo uno sguardo
La prima stagione della miniserie televisiva drammatica francese Solo uno sguardo (Juste un regard), composta da 6 puntate da 52 minuti ciascuna, è stata trasmessa nella Svizzera romanda su RTS Un dal 2 al 16 giugno 2017, in Belgio su RTL-TVI dal 4 al 18 giugno 2017 e in Francia su TF1 dal 15 al 29 giugno 2017. 
In Italia la stagione è andata in onda su Canale 5 lunedì 5 e mercoledì 7 settembre 2022 con tre puntate in due prime serate. 
| nº | Titolo originale | Titolo italiano | Prima TV       | Prima TV       | Prima TV       | Prima TV         |
| nº | Titolo originale | Titolo italiano | Svizzera       | Belgio         | Francia        | Italia           |
| -- | ---------------- | --------------- | -------------- | -------------- | -------------- | ---------------- |
| 1  | Épisode 1        | Episodio 1      | 2 giugno 2017  | 4 giugno 2017  | 15 giugno 2017 | 5 settembre 2022 |
| 2  | Épisode 2        | Episodio 2      | 2 giugno 2017  | 4 giugno 2017  | 15 giugno 2017 | 5 settembre 2022 |
| 3  | Épisode 3        | Episodio 3      | 9 giugno 2017  | 11 giugno 2017 | 22 giugno 2017 | 5 settembre 2022 |
| 4  | Épisode 4        | Episodio 4      | 9 giugno 2017  | 11 giugno 2017 | 22 giugno 2017 | 7 settembre 2022 |
| 5  | Épisode 5        | Episodio 5      | 16 giugno 2017 | 18 giugno 2017 | 29 giugno 2017 | 7 settembre 2022 |
| 6  | Épisode 6        | Episodio 6      | 16 giugno 2017 | 18 giugno 2017 | 29 giugno 2017 | 7 settembre 2022 |

## Episodio 1
- Titolo originale: Épisode 1

### Trama
Eva Beaufils è un'agente della forestale, che dalla vita piuttosto tranquilla vive con suo marito Bastien e i loro due figli, Salomé e Max. Bastien e i figli si allontanano da casa per assistere a un concerto. Eva riceve una notizia sconcertante: suo marito Bastien è sparito, lasciando i figli in un hotel.
- Ascolti Francia: telespettatori 5 381 000 – share 25%[7].
- Ascolti Italia: telespettatori 1 333 000 – share 10,61%[8].

## Episodio 2
- Titolo originale: Épisode 2

### Trama
Eva Beaufils indaga sulla scomparsa del marito Bastien e scopre che era solito affittare un monolocale a una donna che si chiama Crystal. Grazie al figlio Max, Eva scopre che il marito è stato sequestrato da un uomo misterioso che si chiama Éric Toussaint, che farà di tutto per tenere nascosta tutta la verità sul passato di Bastien.
- Ascolti Francia: telespettatori 5 381 000 – share 25%[7].
- Ascolti Italia: telespettatori 1 333 000 – share 10,61%[8].

## Episodio 3
- Titolo originale: Épisode 3

### Trama
Eva Beaufils riceve la visita di Crapaud che dice di essere stato mandato dal collega della donna, Gregory, Per proteggere lei e i suoi figli, Eva indaga per trovare le persone ritratte in una vecchia foto che ritrae il marito in compagnia di alcuni misteriosi individui. A questo punto, Eva scopre alcune di queste persone sono coinvolte negli attuali eventi legati alla sparizione del marito.
- Ascolti Francia: telespettatori 4 309 000 – share 19,4%[9].
- Ascolti Italia: telespettatori 1 333 000 – share 10,61%[8].

## Episodio 4
- Titolo originale: Épisode 4

### Trama
Intercettato, Éric Toussaint il rapitore di suo marito, Eva Beaufils deve badare anche ad altri pericoli. Il misterioso uomo arriva a minacciare l'incolumità dei figli di Eva, ma quest'ultima ha intenzione di a fondo. Hubert Caillard fa una rivelazione ad Eva: la sorella Claude prima di morire aspettava un figlio, forse di Bastien. Quest'ultimo prova a scappare ma viene bloccato dal suo rapitore Éric Toussaint.
- Ascolti Francia: telespettatori 4 309 000 – share 19,4%[9].
- Ascolti Italia: telespettatori 1 228 000 – share 10,40%[10].

## Episodio 5
- Titolo originale: Épisode 5

### Trama
Eva Beaufils scava a fondo nel passato di suo marito Bastien e fa delle importanti scoperte; in gioventù Bastien era un membro di una band e nel suo giro c'era anche Jimmy O. Quest'ultimo spiega a Batien il vero motivo del rapimento, pianificato da Éric Toussaint.
- Ascolti Francia: telespettatori 4 532 000 – share 19,7%[11].
- Ascolti Italia: telespettatori 1 228 000 – share 10,40%[10].

## Episodio 6
- Titolo originale: Épisode 6

### Trama
Eva Beaufils trova il motivo alla base del rapimento di Bastien: durante la sua giovinezza la band di quest'ultimo ha tenuto un concerto nelle Catacombe. I dettagli  mettono in discussione l'amore che ha sempre nutrito per suo marito Bastien. La sorella di quest'ultimo, Sandrine, ebbe un ruolo di primaria importanza: la donna ha ucciso un uomo di nome Bastien e che il marito di Eva  si è appropriato della sua identità. Infine, Sandrine si costituisce alla polizia, mentre Bastien dopo essere stato liberato viene portato in ospedale dove finge la sua morte per sfuggire dal suo rapitore e dalla polizia.
- Ascolti Francia: telespettatori 4 532 000 – share 19,7%[11].
- Ascolti Italia: telespettatori 1 228 000 – share 10,40%[10].